# Ctenus periculosus
Ctenus periculosus este o specie de păianjeni din genul Ctenus, familia Ctenidae, descrisă de Bristowe, 1931. Conform Catalogue of Life specia Ctenus periculosus nu are subspecii cunoscute.